# Il trionfo della morte (Jean Lescure)
Pour l’article homonyme, voir Triomphe de la Mort.
Il trionfo della morte est un recueil de poèmes écrits par Jean Lescure et paru en 1984.

## Présentation

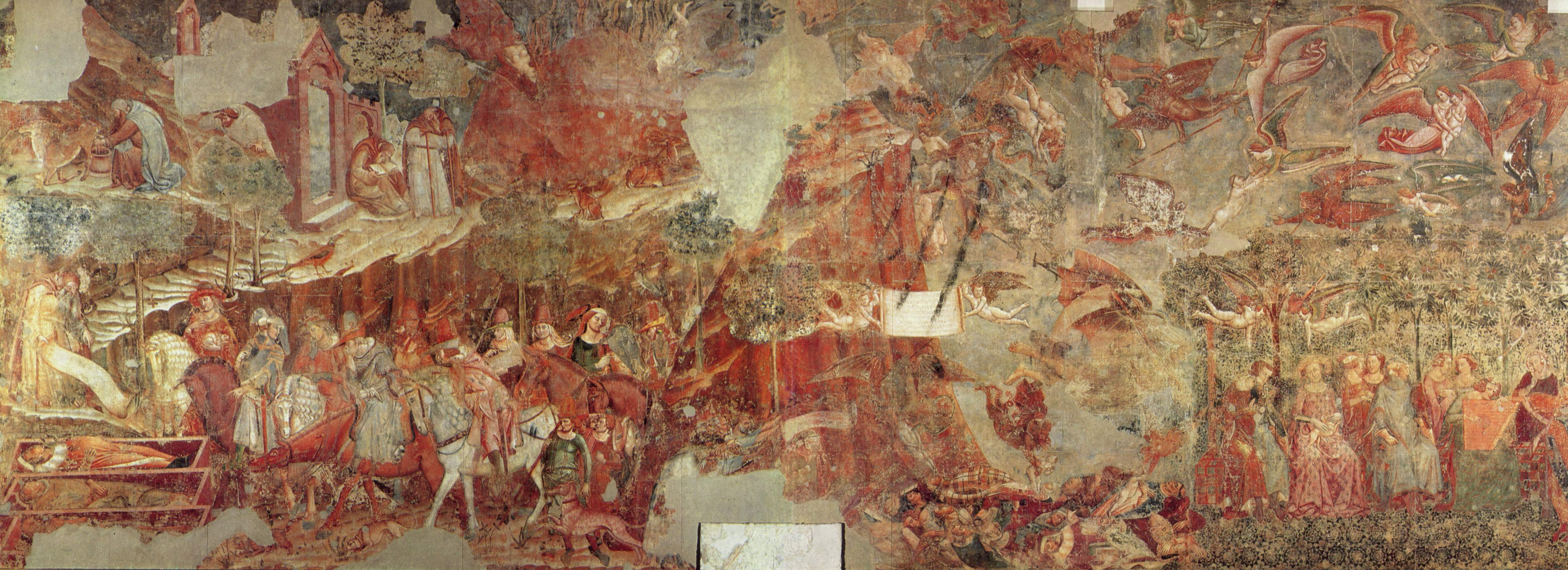
Il trionfo della morte, Campo Santo, Pise

Il trionfo della morte, dont le titre se veut une allusion au Campo Santo de Pise, est un recueil de 188 pages publié par Clancier-Guénaud. Il représente, entre 1968 et 1984, une quinzaine d'années du travail littéraire de Jean Lescure dont il constitue le huitième des ouvrages majeurs.

## Composition
Ces poèmes ont pour titres :
- Le Blason du corps blessé, dédié à Gustave et Raymonde Singier [1966-1974]
- L'Étang, dédié à Hélène Parmelin [1969-1971]
- Comme si l'hiver (L'étang II), dédié à Yves Lemoine [1975]
- Il Trionfo della morte, dédié à André Frénaud [1966-1972]
- La Loire. La nuit, dédié à Micheline Gardez [1970-1971]
- 13 poèmes smyrniotes, dédié à Marie-Cécile et Edmond Charlot [1969-1972]
- 4 portes sur le jour. 4 portes sur la mort, dédié à Jolaine Meyer [1972]
- Non dicible cible, dédié à Michel-Georges Bernard [1969-1975]
- Procession des monts, dédié à Mario Prassinos [1975]
- Jardins déserts peut-être, dédié à Yvette Z'Graggen [1971-1976]
- De l'arbre au masque, dédié à Raoul Ubac [1977-1978]
- Lits d'heures, dédié à Raymond Queneau [1973-1977]
- Pour un Golestan, dédié à Gilberte Le Quéré (seconde femme du poète) [1978]

Plusieurs de ces poèmes avaient préalablement fait l'objet de publications bibliophiliques, accompagnés de gravures ou lithographies de peintres de la nouvelle École de Paris que Jean Lescure avait rencontrés à partir de 1937, accompagnant leur travail de préfaces et articles en revues :
- Il Trionfo della morte, avec 4 eaux-fortes de Bruno Pulga, Bergamo, Lorenzelli, 1969.
- L’Étang, avec 8 eaux-fortes et aquatintes de Zao Wou-Ki, Paris, Éditions Galanis, 1972.
- 13 proverbes smyrniotes, avec 13 gravures de Georges Dayez, Izmir, Les raisins de Smyrne (Edmond Charlot), 1973.
- Le Blason du corps blessé, avec 18 lithographies de Gustave Singier, Société des bibliophiles de Normandie, 1974.
- Jardins déserts peut-être, avec 10 pointes sèches de Zoran Mušič, Braunschweig, Éditions Schmücking, 1976.
- Procession des monts, avec 3 pointes sèches de Zoran Mušič, Paris, François Bénichou, 1976.
- De l’Arbre au Masque, avec 3 gravures de James Coignard, Paris, François Bénichou, 1977.

## Analyse
À l'époque de la publication de son précédent recueil, Drailles, l'auteur pouvait croire, écrit Jean Lescure dans le prière d'insérer d'Il trionfo della morte, « que les chemins où l'engageait l'exercice de la parole poétique déboucheraient sur une sorte de bienveillance de l'être. (...) Que le poème s'achemine vers sa destruction, qu'il cède à la tentation du silence, qu'il porte le poète à sa fin, constatant sa défaite quant à ses prétentions métaphysiques, l'a peut-être conduit à considérer dans le langage même le triomphe de la mort. Cependant, au cours de cet itinéraire, il est arrivé que la mort change de visage, et de menace qu'elle était, se fasse vaguement promesse. Ou sens. » L'auteur, conclut-il, évoquant les titres de deux des cahiers en 1942 de la revue Messages qu'il dirigeait, « s'est surpris à retrouver ces temps-ci la présence obstinée de l'exercice du silence qu'il mêlait, il y a 40 ans, la liberté étant opprimée, à celui de la pureté ».
À propos du poème qui donne son titre au recueil Jean Lescure devait encore confier : « Mon père venait de mourir. J'essayais d'écrire sur cette mort, j'essayais d'écrire un poème qui cherchait même à inscrire la mort dans les mots, et même dans les lettres. (...) Cette mort, elle était sous-jacente à toute cette longue amitié avec Mušič, avec Bruno, avec Ida Barbarigo, qui est la femme de Zoran, et j'écrivais pendant tout ce temps quelque chose, un recueil de poèmes qui s'est appelé en italien pour faire allusion au Campo Santo de Pise, Il trionfo della morte ».

### Sources
- Michel-Georges Bernard, Jean Lescure, dans Dictionnaire de Poésie de Baudelaire à nos jours, sous la direction de Michel Jarrety, Presses Universitaires de France, Paris, 2001  (ISBN 2130509401).
- Michel-Georges Bernard, Jean Lescure ou Les matins de la parole, suivi d'un choix de poèmes, dans Poésie/première, n° 29, Éditions Edinter, Soisy-sur-Seine, juillet-octobre 2004.